# 下韦莱省
下韦莱省（法語：Province du Bas-Uélé）是位于刚果民主共和国北部的一个省，首府布塔，與中非共和國接壤，人口1,093,845（2005年），面積148,331 km²。